# Atletismo nos Jogos Pan-Americanos de 1987 - Salto em altura feminino
A prova do salto em altura feminino nos Jogos Pan-Americanos de 1987 foi realizada em 14 de agosto em Indianápolis, Estados Unidos.

## Medalhistas
| Ouro                             | Prata                 | Bronze                   |
| Coleen Sommer USA Estados Unidos | Silvia Costa CUB Cuba | Mazel Thomas JAM Jamaica |

## Resultados
| Posição           | Nome              | Nacionalidade      | Marca | Notas |
| ----------------- | ----------------- | ------------------ | ----- | ----- |
| Medalha de ouro   | Coleen Sommer     | USA Estados Unidos | 1.96  | PR    |
| Medalha de prata  | Silvia Costa      | CUB Cuba           | 1.92  |       |
| Medalha de bronze | Mazel Thomas      | JAM Jamaica        | 1.88  |       |
| 4                 | Orlane dos Santos | BRA Brasil         | 1.88  |       |
| 5                 | Phyllis Bluntson  | USA Estados Unidos | 1.84  |       |
| 6                 | Cristina Fink     | MEX México         | 1.70  |       |